# Metal Gear Ac!d
Metal Gear Ac!d è un videogioco spin-off della serie Metal Gear di Hideo Kojima. Pubblicato nel 2005, è disponibile in formato UMD per la console portatile PlayStation Portable e, dal 2008, per cellulari Sony Ericsson K750I. Questa edizione è stata messa in commercio solo in Europa, in due versioni: una in 2D, chiamata Metal Gear Ac!d Mobile, e una in 3D, chiamata Metal Gear Ac!d Mobile 3D.

## Trama
Anno 2016. Il volo statunitense Jumbo 326 viene dirottato da un gruppo di terroristi. Questi minacciano di uccidere i 540 passeggeri, tra cui vi è anche il senatore Viggo Hach - prossimo alla nomina di presidente - con l'utilizzo di un rilassante muscolare (letale se preso in dosi eccessive) e l'introduzione di una bomba a orologeria messa prima del decollo. Perché questo non avvenga richiedono di avere il progetto Pythagoras. Disperate, la autorità di competenza cercano di far fronte al problema, e scoprono che Pythagoras è il nome di un progetto di ricerca in corso nell'isola di Lobito. Il governo della Repubblica di Moloni, a Lobito, nel Sudafrica, non si dice però disponibile a collaborare con gli USA, che si vedono costretti a far intervenire un gruppo armato americano; inaspettatamente, però, gli americani vengono sbaragliati dai miliziani sudafricani dall'unità Leone. Agli Stati Uniti non resta altro da fare che contattare Solid Snake, l'unico agente in grado di far fronte al problema, che viene affiancato tramite codec dal Colonnello Roger McCoy e dalla veggente Alice Hazel durante il suo percorso.
L'avventura del protagonista inizia nell'isola di Lobito, dove all'interno il Dottor William Flemming ha lavorato sul progetto Pythagoras. Dopo aver superato le prime guardie, Snake incontra un ricercatore (Gary Murray), che spiega a Snake che appunto è riuscito a fuggire dal rapimento di un certo Leone. Gli dice poi che Flemming si trova negli alloggi abitativi.
Una volta arrivato in questi alloggi Snake riesce a sbloccare l'accesso all'ala est grazie ad un computer che lo riconosce come Hans Davis. Confuso, Snake percorre il corridoio fino a quando raggiunge la stanza dove all'interno si trova una figura incappucciata. Crede quindi di aver trovato il dottore, ma proprio in questo momento incontra per la prima volta Leone che uccide la figura incappucciata e che tenta invano di ammazzare anche Snake, ma quest'ultimo viene salvato da Teliko Friedman, l'unica superstite del gruppo armato americano (chiamato "HRT") annientato dall'Unità Leone: un'unità "eterogenea" composta quindi da elementi di diversa nazionalità e capitanata appunto dallo stesso Leone. Hanno dunque ideali diversi ma in comune hanno un obbiettivo: riottenere l'indipendenza dei propri Stati che sono sotto il dominio degli U.S.A.. Dopo aver salvato Snake, Teliko gli rivela che in realtà la figura incappucciata non era Flemming bensì solo un'esca per attirare Snake. Sorgono quindi dubbi su Gary, ovvero se possa essere in qualche modo una spia.
Nel frattempo nell'aereo i passeggeri ed il personale vengono tenuti in ostaggio da due marionette: Elsie e Frances. Queste uccidono prima i due piloti e in un secondo momento una hostess.
Raggiunto l'edificio "BRC 026" Snake viene contattato da Gary il quale gli rivela che Pythagoras è in realta un progetto per un Metal Gear. Si mette poi in contatto con Roger il quale da informazioni più dettagliate su Hans Davis, ovvero un ricercatore coinvolto anch'egli nel progetto Pythagoras.
Successivamente Snake e Teliko raggiungono degli scalini che danno su un condotto d'aerazione. Snake decide che sarà solo lui ad attraversare il condotto mentre Teliko rimarrà fuori a fare da guardia. Si infiltra dunque nel condotto e raggiunge la stanza nella quale è presente il Dottor Flemming che è girato di spalle. Quando si volta però si nota subito che quello non è Flemming, bensì Gary. Quest'ultimo rivela a Snake che in realtà è proprio lui il Dottor Flemming mentre Hans Davis è in realtà lo stesso Solid Snake, il quale sarebbe il dirigente della BEAGLE (un'organizzazione bellica) e il capo del laboratorio. Gli dice anche che sua figlia Constance è sul volo Jumbo 326. Preoccupata, Teliko raggiunge la stanza dov'è presente Flemming e gli spara alla gamba per tentare di non farlo fuggire, ma quest'ultimo riesce a fuggire lo stesso lasciando per terra il disco coi dati del Metal Gear. Non fidandosi, Teliko chiede a Snake di darle il disco e lui agisce di conseguenza.
I due successivamente arrivano al magazzino. Qui Snake rivela a Roger la vera identità di Gary e gli racconta riguardo al progetto ACUA su cui lavorava quest'ultimo. Dopo la chiamata arriva Leone che racconta di come fosse desideroso di vendetta nei confronti degli U.S.A. dopo che la BEAGLE decise di "rovinarlo nell'orgoglio" nonostante lui fino a quel momento fosse un patriota americano. Svela anche il suo vero nome, ovvero Jeff Jones.
Sconfitto momentaneamente Leone, i due si recano al FAR (il luogo dove si trova il Metal Gear). Una volta raggiunto un ponte levatoio, Teliko tenta di sparare a Snake e una volta sparatogli aggiunge l'altra parte del ponte, il quale si alza ed impedisce a Snake di raggiungerla. Egli tenta dunque di andare nella cabina dove all'interno è contenuta la leva del ponte, solo che questa viene bombardata da un gruppo di soldati. Una volta uccisi, Roger scopre che quella non è la vera Teliko, bensì Clown: un assassino e specialista di ipnotismo e travestimenti assoldato dalla BEAGLE, che la ingaggiò per rubare i dati del Pythagoras prima che venissero presi da Snake o da Leone (per questo Clown quindi chiese a Snake il disco con i dati del Metal Gear).
Snake raggiunge la Torre Ebro (la torre di Clown) e scopre due fatti strani: Il primo riguarda il fatto che i militari indossano dei passamontagna colorati (ogni sezione della torre ha un suo colore di passamontagna); il secondo riguarda l'eliminazione di qualsiasi intruso, ma il fatto bizzarro è che anche chi non abbia indosso il passamontagna del colore della sezione della torre venga eliminato senza scrupoli (si vede la scena in cui un soldato col passamontagna rosso ne uccide uno col passamontagna blu in quanto quest'ultimo era entrato nella zona dei passamontagna rossi, seppur entrambi fossero sotto le dipendenze di Clown). Tutto questo, spiega Alice, è opera di Clown, in quanto col potere dell'ipnosi riesce ad avere il controllo della mente dei suoi soldati. Una volta raggiunto l'ascensore che da l'accesso alla stanza di Clown, Snake incontra Hans Davis. Quest'ultimo dice di essere l'ombra (o la luce) di Snake, che si è espansa talmente tanto che ora ha una vita propria, ma comunque rimangono legati per quanto riguarda la longevità (ovvero se muore uno muore anche l'altro). Quindi Snake sarebbe il creatore del Metal Gear. Dopo questo incontro il protagonista raggiunge con l'ascensore la stanza di Clown, dove all'interno si trova la vera Teliko. I due devono vincere un gioco all'interno di questa stanza: il primo che sopravvive vince, l'altro invece rimarrà all'interno della stanza ed essa scoppierà insieme al perdente. Snake riesce a battere (ma non ad uccidere) Teliko ma entrambi riescono a fuggire dalla stanza. I due si alleano e si dirigono in armeria per prendere dei PSG-1. All'interno dell'armeria scoprono dei soldati che non appartengono al gruppo di Leone: uno sconosciuto (si fa chiamare "Amico". In seguito Leone svelerà che si tratta del N°16) dirà a Snake che questi si chiamano "ACUA" e lo invita ad unirsi al gruppo di Leone in quanto rappresentano una seria minaccia per quest'ultimo, agendo senza provare alcun sentimento ed emozione.
Durante la loro corsa per raggiungere il FAR, Snake e Teliko incontrano Leone, il quale dice loro che la sua squadra è stata decimata dalle truppe ACUA, spiegando che sono truppe create con farmaci di Flemming. Oltre alla creazione delle truppe, quest'ultimo si dedicò anche al progetto del Neoteny. Racconta anche che la BEAGLE utilizzò un metodo chiamato "Rituale di Congiura": rapì 130 bambini (tutti con superpoteri) e tra questi solo 1 sarebbe sopravvissuto. Questo sarebbe diventato il Neoteny, ovvero colui che avrebbe comandato le truppe ACUA. Tra questi, il sopravvissuto fu il n°16, che però riuscì a fuggire sfruttando appunto il nuovo potere da Neoteny.
Snake e Teliko incontrano in un ponte Leone, il quale dice loro che è impossibile accedere al FAR, a meno che i tre non si alleino. Dopo l'appoggio di Roger avviene l'alleanza, e Leone suggerisce subito di andare alla centrale per disattivare i dispositivi di sicurezza del FAR.
Dopo che Snake e Teliko hanno tolto l'elettricità dalla centrale, Leone (che si trovava di fronte alle porte d'ingresso del FAR) incontra il Dottor Flemming, il quale lo rapisce. Roger, dopo il rapimento di Leone, annuncia il fallimento della missione, ma subito dopo interviene Alice che individua un passaggio fognario percorribile.
Arrivati alle fogne, Alice contatta Teliko e le dice che i soci di Snake hanno catturato Roger (lei invece è riuscita a fuggire, avendo una premonizione). Le rivela anche che quello in realtà non è Snake, bensì Hans Davis mandato dal n°16 per prendere Pythagoras. I due comunque proseguono e, una volta superato l'ingresso del FAR, si vedono obbligati a combattere contro Leone (dopo la cattura gli è stato iniettato dell'ACUA e ora non riesce più ad avere il controllo di sé stesso). Leone, una volta sconfitto ed in punto di morte, affida a Snake l'incarico di dire a Roger che "non è stato lui".
Snake e Teliko, durante il loro percorso per il raggiungimento del Metal Gear, incontrano di nuovo Clown: questa veste nuovamente i panni di Teliko, ma questa volta Clown riesce a moltiplicarsi in più Teliko. I due comunque riescono a sconfiggerla e rivela il perché è diventata la Clown: quando era piccola rimase coinvolta in un incidente in cui la sua faccia venne rovinata dal fuoco, da qui decise allora di usare sempre delle maschere per oscurare il suo viso carbonizzato.
Morta Clown raggiungono finalmente il Metal Gear. Qui Snake viene contattato da Flemming, il quale gli dice che bisogna sottostare alle volontà del N°16. Snake (in questo caso Hans) suggerisce che bisognerebbe colpire gli U.S.A. in quanto lì è presente la sede della BEAGLE. Flemming allora crede di non parlare né con Hans Davis né tantomeno con Snake, bensì proprio col N°16. Si dichiara stufo e pensa che la promessa di ridargli sua figlia Constance non avverrà mai, quindi col Metal Gear decide prima di ammazzare Snake (in quanto è il N°16 secondo lui) e poi di colpire con un missile nucleare un'isola del Pacifico, ovvero l'isola in cui il N°16 avrebbe sempre voluto abitare.
Dopo la battaglia vinta da Snake e Teliko contro il Metal Gear, Teliko scova Flemming intento a lanciare il missile sull'isola e lo uccide. Da qui emergono fuori diverse verità: innanzitutto Alice non è mai stata una veggente e si dichiara come il N°16 (quindi semplicemente le sue "visioni" erano in realtà i suoi ricordi in quanto c'era già stata in passato); quello che incontrò vicino alla tana di Clown non era Hans Davis bensì Flemming travestito da Davis, e sempre quest'ultimo (Davis) è semplicemente una persona a sé (Alice è riuscita a far credere a Snake di essere Davis attraverso il metodo CHAIN, ovvero attraverso l'uso di analgesici, ACUA e la stessa Alice che sussurrava a Snake di essere Davis); Alice poi ammette di essere in realtà la N°104, ed è riuscita a sopravvivere dopo essere entrata nel corpo del N°16 (dopo che il N°16 aveva pugnalato il n°104, l'anima di quest'ultima riuscì ad entrare nel corpo del N°16). Dopo tutte queste rivelazioni fatte da Alice, decide di colpire con un colpo di pistola Roger e successivamente avvisa che se non si sbrigano l'intero stabilimento verrà bruciato.
La scena poi si sposta nell'aereo, dove appaiono le marionette ed appare anche la burattinaia: Lena. Elsie e Francis hanno ucciso quasi tutti, manca infatti solo Constance (chiamata fino ad ora Minette). Lena rivela a Constance che le è stato iniettato dell'ACUA e le è stato fatto credere che lei fosse appunto Minette Donnel, ed è pronta ad ucciderla.
Usciti dallo stabilimento, Alice contatta nuovamente Teliko e Snake e dice a loro altre rivelazioni: la NEKAL (un'azienda produttrice di indumenti di seta) ha dato in omaggio assieme ai suoi prodotti la sua polvere di seta. La polvere di seta è appunto una polvere che, cosparsa sul cibo, rende la pelle come quella della seta. In realtà però questa polvere non è altro che ACUA (Agenti Cellule Obbedienti ad Alice). Dunque migliaia e migliaia di conosci-nome (qualsiasi essere umano che sa chi è, quindi l'essere umano che non ha assunto ACUA) sono sotto il comando del Neoteny Alice; rivela poi che l'uomo che ha assoldato Clown per uccidere il padre Teliko era Hans Davis (chiamato anche Viggo Hach o Emilio); intervengono poi il colonnello (assicurando ai protagonisti che sta bene) e successivamente l'agente della CIA Charles, assicurando che il colonnello è fuori pericolo, che tutti gli aerei non sono più sotto il controllo di Alice e che la bomba sul volo 326 è stata disinnescata.
La scena poi torna sul volo 326: Constance pugnala Lena, e quest'ultima capisce che il N°16 è in realtà Constance. Quest'ultima venne pugnalata (durante il "Rituale di Congiura") e la sua anima vagò alla ricerca di un corpo in cui risiedere, fino a quando trovò appunto il corpo senza vita della figlia di Flemming (Il N°16 quindi entrò nel corpo del N°104, ovvero nel corpo di Constance). Decise di recitare la parte dell'ostaggio credendo fosse divertente, ma così non fu per lei.
Altro cambio di scenario: una telefonata. Una persona misteriosa avvisa che c'è da comunicare alla stampa che Emilio, Viggo Hach ed Hans Davis sono la stessa persona (anche se in verità, ammette successivamente, non è vero ed è solo un capro espiatorio su cui scaricare tutte le colpe), e che questi era supervisore a Lobito e responsabile del progetto Metal Gear; ammette poi che è proprio lui il vero Emilio, che ha scoperto il Metal Gear e che ha dato informazioni; infine avvisa che il N°16 non potrà mai essere così potente perché appunto Constance (cioè il corpo in cui risiede il n 16) è solo una ragazzina. In risposta c'è Charles, che dunque si dice volenteroso di avere Solid Snake in quanto può diventare più forte del N°16.
La scena finale si sposta su Snake e Teliko, che si trovano sulla riva della spiaggia dell'isola in attesa dell'aereo inviato da Charles che li porterà in montagna.

## Modalità di gioco
A differenza degli altri giochi della serie, Ac!d e il suo sequel Ac!d² appartengono al genere strategico a turni: il protagonista Solid Snake infatti può essere controllato esclusivamente mediante l'utilizzo di carte da gioco, le quali determinano ogni sua azione, dal movimento all'uso di un'arma.

## Colonna sonora
La colonna sonora di Metal Gear Ac!d, costituita da 42 brani, è inclusa nel primo CD dell'album Metal Gear Acid 1 & 2 Original Soundtrack pubblicato il 21 dicembre 2005. Le musiche sono state composte da Akihiro Honda, Nobuko Toda e Shuichi Kobori.
1. Metal Gear Ac!d – 0:52
2. Intermission – 0:57
3. Conspiracy – 1:49
4. Nekal Commercial – 0:07
5. On Alert – 0:59
6. Leone – 1:36
7. Briefing – 1:06
8. Elsie & Francis – 1:37
9. First Mission – 1:23
10. Undercover Action – 1:39
11. Control Office – 1:29
12. Egersis – 1:55
13. Minette – 1:07
14. Dream Land – 1:46
15. BRC – 1:29
16. Ritual of the Swarm – 1:32
17. Leone Forces – 1:37
18. Residential Quarters – 1:25
19. Power House – 1:51
20. Interval of Dark – 1:45
21. Niko2 – 1:37
22. FAR – 1:29
23. La Clown – 1:53
24. Death of Swallowtail – 1:10
25. Frisson – 1:38
26. Metal Gear !? – 1:29
27. Vs. Metal Gear – 3:38
28. Alice – 1:33
29. Roger's Congession – 1:59
30. End Title – 3:42
31. MGS1 Pack – 0:23
32. MGS2 Pack – 0:29
33. MGS3 Pack – 0:34
34. Chronicle Pack – 0:32
35. Link Battle – 1:48
36. Link Battle Rush – 0:43
37. Sweeties – 0:40
38. Mission Start – 0:07
39. Mission Failed – 0:07
40. Mission Complete – 0:07
41. Metal Gear (Remix) – 2:00
42. Sound Effects (Bonus Track) – 3:03

Durata totale: 58:45